# Квамена Турксон
Папа Квамена Андже Турксон (швед. Papa Kwamena Andze Turkson; нар. 17 січня 1976, Ветланда, Єнчепінг) — шведський боксер важкої ваги, призер чемпіонатів Європи.

## Спортивна кар'єра
На чемпіонаті світу 1995 року Турксон програв в першому бою Сінан Шаміль Саму (Туреччина) — 4-6.
На чемпіонаті Європи 1996 року завоював бронзову медаль, здолавши в чвертьфіналі Олега Бєлікова (Україна) — 7-5 і програвши в півфіналі Крістофу Менді (Франція) — 2-7.
На Олімпійських іграх 1996 року в 1/16 фіналу переміг Йон Сем Ко (Південна Корея) — 12-8, а в 1/8 фіналу поступився Феліксу Савону (Куба) нокаутом в першому раунді.
На чемпіонаті світу 1997 року в першому бою знов програв Феліксу Савону — 2-4.
На чемпіонаті Європи 1998 року Турксон завоював бронзову медаль, програвши в півфіналі Сергію Дичкову (Білорусь) — 1-5.
На чемпіонаті світу 1999 року програв в першому бою Штеффену Кречманну (Німеччина) — 3-7.